# Alfred Achermann
Alfred Achermann, född den 17 september 1959 i Luzern, Schweiz, är en schweizisk tävlingscyklist som tog OS-silver i lagtempolopet vid olympiska sommarspelen 1984 i Los Angeles.